# Estádio Municipal de Machico
 (avril 2025).
Si vous disposez d'ouvrages ou d'articles de référence ou si vous connaissez des sites web de qualité traitant du thème abordé ici, merci de compléter l'article en donnant les références utiles à sa vérifiabilité et en les liant à la section « Notes et références ».
Le stade municipal de Machico ou (Estádio Municipal de Machico en portugais) est un stade omnisports situé sur l'Île de Madère au Portugal inauguré en 1996 et rénové en 2005.
Il accueille principalement les rencontres de football de l'Associação Desportiva de Machico. Il contient 3 300 places assises dont 2 800 couvertes.